# União
União est une municipalité brésilienne située dans l'État du Piauí.

## Personnalités
- Regina Sousa (1950-), femme politique brésilienne née à União.